# Karl von Lechler

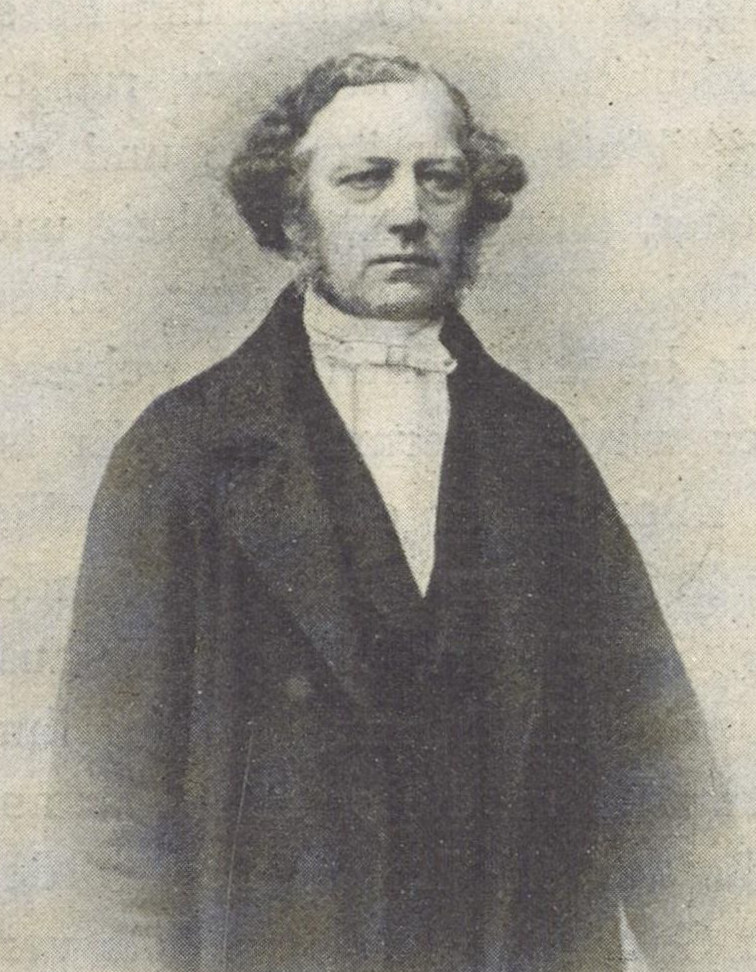
Karl von Lechler

Karl Johann Friedrich Lechler, ab 1897 von Lechler, (* 28. Juni 1820 in Großbottwar; † 25. Mai 1903 in Ludwigsburg) war ein evangelisch-lutherischer Prälat und Generalsuperintendent von Ulm.

## Leben
Nach dem Landexamen besuchte er von 1831 bis 1838 das Evangelisch-Theologische Seminar Urach und studierte anschließend bis 1842 Theologie am Tübinger Stift. Während seines Studiums wurde er 1838 Mitglied der Tübinger Königsgesellschaft Roigel. Seine Promotion zum Dr. phil. erfolgte 1843 ebenfalls in Tübingen. Es folgten Stationen als Geistlicher in Unterweissach 1842, Eningen unter Achalm 1843, dann nach einer Studienreise 1844 in Degerloch und 1845 in Langenburg, bevor er 1847 als Repetent an das Stift in Tübingen zurückkehrte. 1849 ging er als Geistlicher nach Winnenden, wo er zugleich an der Heilanstalt Winnental tätig war, 1861 nach Nürtingen.
1864 wurde er Dekan in Calw, anschließend ab 1878 in Heilbronn. 1884 erfolgte die Ernennung zum Prälat und Generalsuperintendenten von Ulm. In dieser Funktion war er von 1884 bis zum Eintritt in den Ruhestand 1897 Abgeordneter der Zweiten Kammer der Württembergischen Landstände. Dort schloss er sich 1895 der Freien Vereinigung an. 1903 gehörte er zu den maßgeblichen Mitgründern des Deutschen Evangelischen Kirchenausschusses. Mit Gebhard von Mehring und Carl von Burk prägte er die Evangelisch-Lutherische Konferenz für Württemberg. Zudem war er ab 1869 langjähriges Mitglied der Evangelischen Landessynode.
Lechler war verheiratet und hatte sieben Kinder, darunter die Schriftstellerin Cornelie Lechler.

## Ehrungen
- 1889 Jubiläumsmedaille
- 1890 Kommenturkreuz II. Klasse des Friedrichs-Ordens
- 1890 Olga-Orden
- 1897 Ehrendoktorwürde (Dr. theol. h.c.) der Universität Tübingen
- 1897 Kommenturkreuz des Ordens der Württembergischen Krone

## Publikationen (Auswahl)
- Die neutestamentliche Lehre vom heiligen Amt in ihren Grundzügen dargestellt und auf die bestehenden Rechtsverhältnisse der evangelisch-lutherischen Kirche in Deutschland angewendet, Stuttgart 1857.
- Der Apostel Geschichten. Theologisch bearbeitet (Theologisch-homiletisches Bibelwerk des Neuen Testamentes, 5. Teil), Bielefeld 1860.
- Bischof Cyprian. Ein dramatisches Gedicht, Stuttgart 1862.
- Die Confessionen in ihrem Verhältnis zu Christus. Andeutungen zu einer biblisch-.theologischen Lösung der Confessionsfrage, Heilbronn 1877.
- Predigten auf alle Sonn- und Festtage des Kirchenjahres, Heilbronn 1879.
- als Hrsg.: Beicht- und Abendmahlsbüchlein, Heilbronn 1881 (5. Auflage, Stuttgart 1890).
- Brennende Fragen. Gutachten über den Stand der Gesetzgebung in der evangelischen Landeskirche Württembergs, Heilbronn 1882.
- Das Gotteshaus im Lichte der deutschen Reformation, Heilbronn 1883.
- Der Deutsch-evangelische Kirchenbund, Gütersloh 1890.
- Die Erziehung unsrer theologischen Jugend zum Kirchendienst. Denkschrift im Anschluss an die zwischen der Lutherischen Konferenz und der Evangelisch-kirchlichen Vereinigung am 23. April 1896 gepflogenen Verhandlungen, Stuttgart 1897.
- Die biblische Lehre vom heiligen Geiste, 3 Bände, Gütersloh 1899–1904.
- Fortbildung der Religion, Ludwigsburg 1903.